# 米田村 (熊本県)
米田村（よねだむら）は、熊本県の北部、鹿本郡にかつてあった村。

## 歴史
- 1889年（明治22年）4月1日 - 町村制施行に伴い、山鹿郡長坂村、南島村、志々岐村、小原村、坂田村が合併し、米田村が発足。
- 1896年（明治29年）4月1日- 山鹿郡と山本郡が合併して鹿本郡となる。
- 1954年（昭和29年）4月1日 - 鹿本郡山鹿町、八幡村、三玉村、三岳村、平小城村、大道村、川辺村と合併して山鹿市となり消滅。